# فرودگاه گالکایو
فرودگاه گالکایو (به انگلیسی: Galkayo Airport) یک فرودگاه با کد یاتا GLK است . این فرودگاه در کشور سومالی قرار دارد .